# Gagata youssoufi
Gagata youssoufi är en fiskart som beskrevs av Ataur Rahman, 1976. Gagata youssoufi ingår i släktet Gagata och familjen Sisoridae. Inga underarter finns listade i Catalogue of Life.